# St Joseph's Football Club
Maillots
Actualités
Le Saint Joseph's Football Club est un club de football basé à Gibraltar. Fondé en 1912, reformé en 1950, il évolue en première division gibraltarienne.

## Histoire
Le Saint Joseph's Football Club est le club gibraltarien le plus ancien encore en activité. Fondé en 1912 et reformé en 1950 après la Seconde Guerre mondiale, il fête son centenaire en 2012.
En 2013, il établit un partenariat avec le club espagnol Real Balompédica Linense.
En 2015, Le club obtient une licence officielle de l'UEFA.
Saint Joseph's profite de l'acquisition par le championnat gibraltarien d'une place supplémentaire en compétition européenne lors de la saison 2016-2017 en obtenant une place pour le premier tour de qualification de la Ligue Europa 2017-2018 en qualité de troisième de première division. Cette première aventure en coupe d'Europe est cependant brève, les Saints étant éliminés à l'issue de leurs deux premiers matchs par le club chypriote de l'AEL Limassol sur le score cumulé de 10-0.

## Bilan sportif

### Palmarès
- Championnat de Gibraltar (1)
  - Champion : 1996
  - Vice-champion : 2010, 2010, 2012, 2013, 2024 et 2025.

- Championnat de Gibraltar de deuxième division (1)
  - Champion : 1988

- Coupe de Gibraltar (9)
  - Champion : 1979, 1983, 1984, 1985, 1987, 1992, 1996, 2012, 2013

- Coupe de la Ligue  (0)
  - Finaliste : 2015

- Supercoupe de Gibraltar (2) 
  - Champion : 2012 et 2024.
  - Finaliste : 2010 et 2013.

### Bilan par saison
| Saison    | Championnat | Championnat | Championnat | Championnat | Championnat | Championnat | Championnat | Championnat | Championnat | Championnat | Coupe de Gibraltar |
| Saison    | Division    | Pos         | Pts         | J           | V           | N           | D           | BP          | BC          | Diff        | Coupe de Gibraltar |
| --------- | ----------- | ----------- | ----------- | ----------- | ----------- | ----------- | ----------- | ----------- | ----------- | ----------- | ------------------ |
| 2007-2008 | 1re         | 4e          | 15          | 16          | 4           | 3           | 9           | 18          | 34          | -16         | Quarts de finale   |
| 2008-2009 | 1re         | 4e          | 19          | 12          | 6           | 1           | 5           | 25          | 22          | +3          | Deuxième tour      |
| 2009-2010 | 1re         | 2e          | 29          | 18          | 8           | 5           | 5           | 37          | 31          | +6          | Demi-finales       |
| 2010-2011 | 1re         | 5e          | 22          | 20          | 6           | 4           | 10          | 27          | 43          | -16         | Quarts de finale   |
| 2011-2012 | 1re         | 2e          | 38          | 20          | 10          | 8           | 2           | 54          | 23          | +31         | Vainqueur          |
| 2012-2013 | 1re         | 2e          | 30          | 15          | 10          | 0           | 5           | 43          | 20          | +23         | Vainqueur          |
| 2013-2014 | 1re         | 7e          | 13          | 14          | 4           | 1           | 9           | 23          | 30          | -7          | Premier tour       |
| 2014-2015 | 1re         | 3e          | 38          | 21          | 12          | 2           | 7           | 36          | 18          | +18         | Demi-finales       |
| 2015-2016 | 1re         | 3e          | 45          | 27          | 14          | 3           | 10          | 50          | 37          | +13         | Deuxième tour      |
| 2016-2017 | 1re         | 3e          | 54          | 27          | 16          | 6           | 8           | 53          | 18          | +35         | Demi-finales       |
| 2017-2018 | 1re         | 3e          | 54          | 27          | 17          | 3           | 7           | 54          | 30          | +24         | Quarts de finale   |
| 2018-2019 | 1re         | 3e          | 55          | 27          | 17          | 4           | 6           | 69          | 29          | +40         | Quarts de finale   |
| 2019-2020 | 1re         | 2e          | 44          | 17          | 14          | 2           | 1           | 58          | 15          | +43         | Demi-finales       |
| 2020-2021 | 1re         | 3e          | 45          | 20          | 14          | 3           | 3           | 71          | 20          | +51         | Quarts de finale   |

1. ↑  La saison 2019-2020 est arrêtée de manière anticipée en raison de la pandémie de Covid-19. De ce fait, aucun vainqueur n'est désigné en championnat tandis que la coupe est arrêtée au stade des demi-finales.

Légende
- Vainqueur de la compétition
- Vice-champion ou finaliste de la compétition
- Troisième de la compétition

### Bilan européen
Note : dans les résultats ci-dessous, le score du club est toujours donné en premier
| Saison    | Compétition             | Tour              | Club            | Domicile | Extérieur | Total             |
| --------- | ----------------------- | ----------------- | --------------- | -------- | --------- | ----------------- |
| 2017-2018 | Ligue Europa            | Premier tour Q    | AEL Limassol    | 0 - 4    | 0 - 6     | 0 - 10            |
| 2018-2019 | Ligue Europa            | Tour préliminaire | B36 Tórshavn    | 1 - 1 ap | 1 - 1     | 2 - 2 (2 - 4 tab) |
| 2019-2020 | Ligue Europa            | Tour préliminaire | FC Pristina     | 2 - 0    | 1 - 1     | 3 - 1             |
| 2019-2020 | Ligue Europa            | Premier tour Q    | Rangers FC      | 0 - 4    | 0 - 6     | 0 - 10            |
| 2020-2021 | Ligue Europa            | Tour préliminaire | B36 Tórshavn    | 1 - 2    | N/A       | 1 - 2             |
| 2021-2022 | Ligue Europa Conférence | Premier tour Q    | Levadia Tallinn | 1 - 1    | 1 - 3     | 2 - 4             |
| 2022-2023 | Ligue Europa Conférence | Premier tour Q    | Larne FC        | 0 - 0    | 1 - 0     | 1 - 0             |
| 2022-2023 | Ligue Europa Conférence | Deuxième tour Q   | Slavia Prague   | 0 - 4    | 0 - 7     | 0 - 11            |
| 2024-2025 | Ligue Conférence        | Premier tour Q    | Shelbourne FC   | 1 - 1    | 1 - 2     | 2 - 3             |
| 2025-2026 | Ligue Conférence        | Premier tour Q    | Cliftonville FC | 2 - 2    | 3 - 2 ap  | 5 - 4             |
| 2025-2026 | Ligue Conférence        | Deuxième tour Q   | Shamrock Rovers | 0 - 4    | 0 - 0     | 0 - 4             |

Légende
- Victoire ou qualification pour le tour suivant
- Match nul
- Défaite ou élimination de la compétition

## Identité visuelle

1912
Actuel